# Abierto de Escocia de Golf
El Abierto de Escocia de Golf es un torneo masculino de golf que se disputa desde el año 1972 en Escocia (Reino Unido). Es uno de los torneos más prestigiosos de Europa, y se realiza la segunda semana de julio, como antesala del Abierto Británico de Golf. Forma parte del European Tour y la bolsa de premios es de 3,0 millones de libras esterlinas.
El Abierto de Escocia se disputó en Downfield en 1972 y en el Old Course de St Andrews en 1973. El torneo se volvió a realizar en Haggs Castle en 1986. La sede fue el King's Course de Gleneagles entre 1987 y 1994, y Carnoustie en 1995 y 1996, tras lo cual se abandonó el certamen.
También en 1996 se comenzó a jugar el Loch Lomond World Invitational, que se disputó en julio a partir de 1997. Para la edición 2001 se adoptó el nombre Abierto de Escocia en Loch Lomond, a la vez que todas las ediciones anteriores pasaron a considerarse como Abierto de Escocia. El torneo se celebró en Castle Stuart desde 2011 hasta 2013, y luego tuvo como sedes a Royal Aberdeen en 2014 y Gullane en 2015.

## Ganadores
Ian Woosnam es el único golfista que logró tres victorias en el Abierto de Escocia. El otro golfista con múltiples victorias es Ernie Els, quien logró dos.
| Año                | Ganador              | Golpes         |
| ------------------ | -------------------- | -------------- |
| 1972               | Neil Coles           | 283 (-5)       |
| 1973               | Graham Marsh         | 286 (-2)       |
| 1974-1985          | No se disputó.       | No se disputó. |
| 1986               | David Feherty        | 270 (-14)      |
| 1987               | Ian Woosnam          | 264 (-20)      |
| 1988               | Barry Lane           | 271 (-13)      |
| 1989               | Michael Allen        | 272 (-8)       |
| 1990               | Ian Woosnam          | 269 (-15)      |
| 1991               | Craig Parry          | 268 (-12)      |
| 1992               | Peter O'Malley       | 262 (-18)      |
| 1993               | Jesper Parnevik      | 271 (-9)       |
| 1994               | Carl Mason           | 265 (-15)      |
| 1995               | Wayne Riley          | 276 (-12)      |
| 1996 (Carnoustie)  | Ian Woosnam          | 289 (+1)       |
| 1996 (Loch Lomond) | Thomas Bjørn         | 277 (-7)       |
| 1997               | Tom Lehman           | 265 (-19)      |
| 1998               | Lee Westwood         | 276 (-8)       |
| 1999               | Colin Montgomerie    | 268 (-16)      |
| 2000               | Ernie Els            | 273 (-11)      |
| 2001               | Retief Goosen        | 268 (-16)      |
| 2002               | Eduardo Romero       | 273 (-11)      |
| 2003               | Ernie Els            | 267 (-17)      |
| 2004               | Thomas Levet         | 269 (-15)      |
| 2005               | Tim Clark            | 265 (-19)      |
| 2006               | Johan Edfors         | 271 (-13)      |
| 2007               | Grégory Havret       | 272 (-14)      |
| 2008               | Graeme McDowell      | 271 (-13)      |
| 2009               | Martin Kaymer        | 269 (-15)      |
| 2010               | Edoardo Molinari     | 272 (-12)      |
| 2011               | Luke Donald          | 197 (-19)      |
| 2012               | Jeev Milkha Singh    | 271 (-17)      |
| 2013               | Phil Mickelson       | 271 (-17)      |
| 2014               | Justin Rose          | 268 (-16)      |
| 2015               | Rickie Fowler        | 268 (-12)      |
| 2016               | Alexander Noren      | 274 (-14)      |
| 2017               | Rafael Cabrera-Bello | 275 (-13)      |
| 2018               | Brandon Stone        | 270 (-20)      |
| 2019               | Bernd Wiesberger     | 262 (-22)      |
| 2020               | Aaron Rai            | 273 (-11)      |
| 2021               | Min Woo Lee          | 266 (-18)      |
| 2022               | Xander Schauffele    | 273 (-7)       |
| 2023               | Rory McIlroy         | 265 (-15)      |
| 2024               | Robert MacIntyre     | 262 (-18)      |
| 2025               | Chris Gotterup       | 265 (-15)      |